# سبزجامه کلاه‌دودی
سبزجامه کلاه‌دودی یا فرخنده بیشه کلاه‌دودی (نام علمی: Chlorospingus pileatus) یک پرنده گنجشک‌سان کوچک است که به‌طور سنتی در تیرهٔ فرخندگان جای می‌گیرد، اما اکنون به سردهٔ گنجشک‌های زیتونی (Arremonops) در تیرهٔ گنجشکان جهان جدید (Passerellidae) نزدیک‌تر است. این پرنده یک زادآور بومی ساکن در ارتفاعات کاستاریکا و غرب پاناما است.